# 130纳米制程
130纳米制程，又稱0.13微米製程，是半导体制造制程的一个水平，大约于2000年至2001年左右达成。 这一制程由当时领先的半导体公司如英特尔、德州仪器、IBM和台積電所完成。
一些CPU最初是由这个制程所制造。其中包括英特尔奔腾III Tualatin处理器。这是第一个沟道长度小于用于光刻的光的波长的制程。

## 使用130纳米制程技术的处理器
- 摩托罗拉PowerPC 7447和7457 - 2002年
- IBM Gekko（英语：Gekko (processor)）（任天堂GameCube） - 2002年10月至2003年6月
- IBM PowerPC G5 970（英语：PowerPC G5 970） - 2002年10月至2003年6月
- 英特尔奔腾3 Tualatin和Coppermine - 2001年4月
- 英特尔赛扬 Tualatin-256 - 2001-10-02
- 英特尔奔腾M Banias - 2003-03-12
- 英特尔奔腾4 Northwood- 2002-01-07
- 英特尔赛扬 Northwood-128 - 2002-09-18
- 英特尔Xeon Prestonia和Gallatin - 2002-02-25
- VIA C3 - 2001
- AMD AMD Athlon Thoroughbred、Thorton和Barton
- AMD Athlon MP Thoroughbred - 2002-08-27
- AMD Athlon XP-M Thoroughbred、Barton和Dublin
- AMD AMD Duron Applebred - 2003-08-21
- AMD K7 AMD Sempron Thoroughbred-B、Thorton和Barton - 2004-07-28
- AMD K8 Sempron Paris - 2004-07-28
- AMD AMD Athlon 64 Clawhammer和Newcastle - 2003-09-23
- AMD Opteron Sledgehammer - 2003-06-30
- Elbrus 2000（英语：Elbrus 2000） 1891ВМ4Я (1891VM4YA) - 2008-04-27 [3]
- MCST-R500S（英语：MCST-R500S） 1891BM3 - 2008-07-27 [4]
- Vortex 86SX - [5]
- nVIDIA GeForce 5